# Calitzdorp
Calitzdorp es una ciudad en el lado occidental de Little o Klein Karoo en la provincia del Cabo Occidental de Sudáfrica y se encuentra en la Ruta 62 de Sudáfrica.
La finca Buffelsvallei, en la que se encuentra Calitzdorp, fue cedida a Jacobus Johannes y Matthys Christiaan Calitz en 1831. Los hermanos donaron parte de su finca para la construcción de una iglesia en 1853 y en 1858 la iglesia comenzó a vender terrenos a los miembros de la iglesia. En 1924 se abrió una línea ferroviaria, en 1937 se completó la electrificación y una nueva carretera de cemento a Oudtshoorn.
Swartberg (al norte), Rooiberge (al sur) y las montañas del paso Huisrivier (al oeste) rodean el desafiante paisaje de Calitzdorp con inundaciones, sequías y climas extremos, desde muy calurosos hasta cimas cubiertas de nieve en invierno.
Los veranos son muy calurosos durante el día, principalmente un calor seco, de hasta 40 °C. El viento del mar todas las tardes permite noches moderadas y frescas. Los inviernos tienen días soleados, noches muy frías con heladas ocasionales y nieve que a menudo cae en la cordillera circundante de Swartberg. Las precipitaciones son de aproximadamente 200 mm por año, a menudo con el cambio de estaciones. Los vientos predominantes son principalmente del sur en verano y vientos cálidos del norte en agosto.
Calitzdorp es un paraíso para los amantes de la pesca, la observación de aves, las rutas en 4×4 y otras rutas panorámicas, la equitación y la cata de vinos.
Calitzdorp es reconocido como un centro de la industria del vino de Oporto en Sudáfrica con varias fincas vinícolas importantes famosas por sus productos galardonados. Cada año, a mediados de junio, se celebra en la ciudad una fiesta del puerto.